# Venturia pyrina
Pour les articles homonymes, voir Venturia.
Espèce
Venturia pyrina est une espèce de champignons ascomycètes de la famille des Venturiaceae. Ce champignon est responsable de la tavelure du poirier.

## Liste des non-classés
Selon NCBI (25 septembre 2014) :
- non-classé Venturia pyrina ICMP 11032

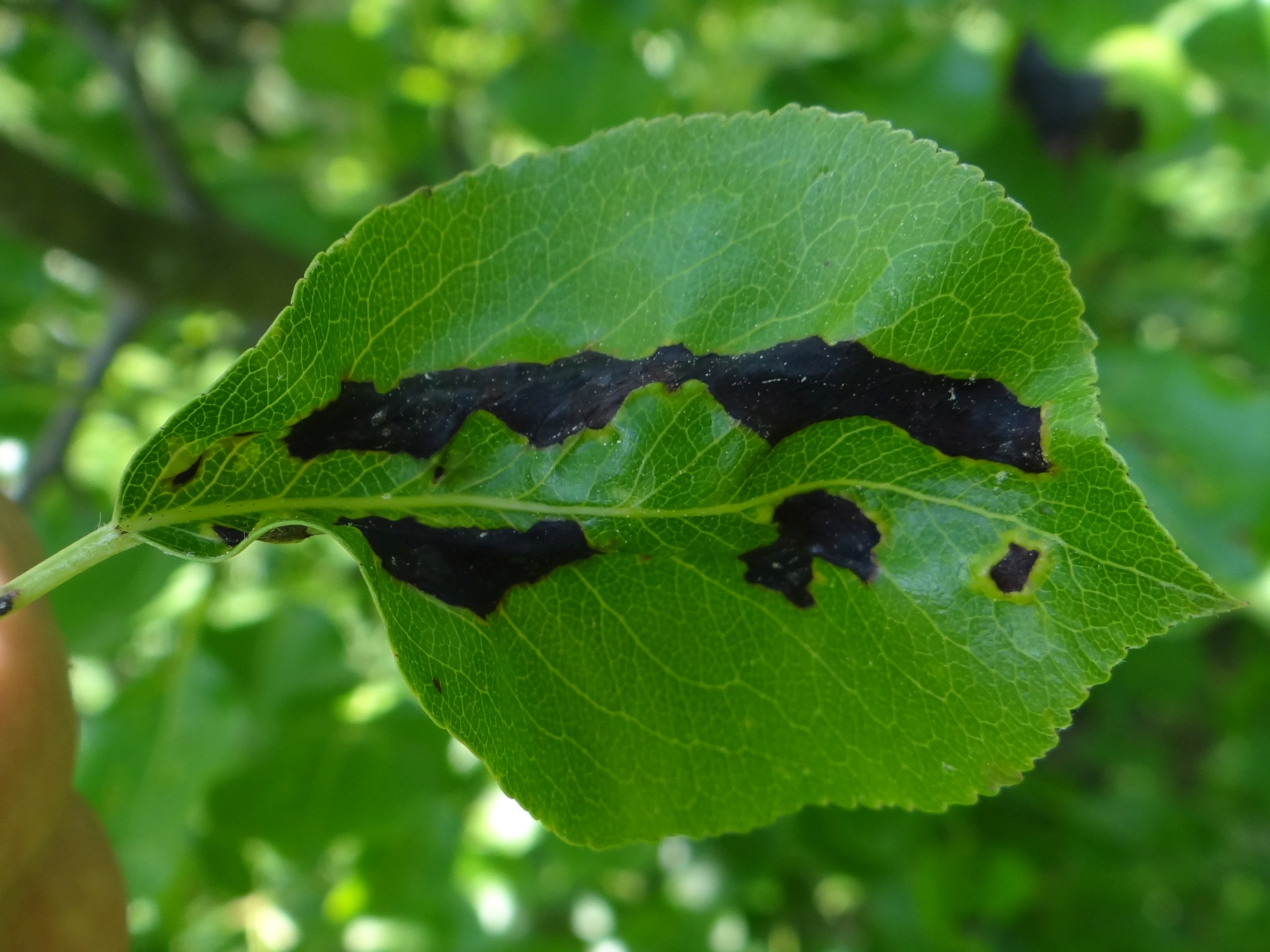
Tavelure sur feuilles, due à Venturia pyrina.